# Гихон (Библия)
Гихон, или Геон (евр.; бурный, стремительный), или Джейхун, — в Библии вторая из четырёх рек (Быт. 2:13), вытекавших из Эдема; орошала всю страну Куш, или Эфиопию.

## Реки, вытекавшие из Эдема
«Из Едема выходила река для орошения рая; и потом разделялась на четыре реки» (Быт. 2:10-14):
1. Фисон (Пишон) — «обтекает всю землю Хавила, ту, где золото; и золото той земли хорошее; там бдолах и камень оникс»;
2. Гихон — «обтекает всю землю Куш»;
3. Хиддекель (Тигр) — «протекает пред Ассирией»;
4. Евфрат.

## Споры о местонахождении
Местонахождение реки Гихон было долго предметом ожесточённого спора библейских критиков и экзегетов. Флавий отождествлял Гихон с Нилом, и «Септуагинта» переводит слово «Шихор» (Иер. 2:18; Нил) через «Γηών». Мидраш и позднейшие комментаторы, как Раши и Саадия, считали Нилом первую реку Эдема Фисон. Средневековые комментаторы, следуя Септуагинте, считали Куш Эфиопией и, таким образом, переносили Гихон в Африку.
Арабы называли Гихон (Джейхун; Djaichun) реку Окс (Амударья), вследствие чего некоторые критики считали её библейским Гихоном. 
Предполагают также, что это река Кура или Аракс, впадающая в Каспийское море. Поскольку Аракс больше соответствует названию реки <Ф(а)исон>, а Г(к)ихон по реке <К(г)ура>, поэтому, скорее всего, речь идет о реке Куре. Также не исключено, что <страна Куши> мог означать <страна Картли>.
По мнению Юэ, страна Куш — это не Эфиопия, а Хузистан, а пo мнению Бохарта, — Сузиана. Таким образом, Гихон мог быть или Оксом, или Оронтом, или Индом (Гангом). Предполагалось также восточное русло реки Шатт-эль-Араб.